# Milan (Misuri)
Milan es una ciudad ubicada en el condado de Sullivan en el estado estadounidense de Misuri. En el Censo de 2010 tenía una población de 1960 habitantes y una densidad poblacional de 424,67 personas por km².

## Geografía
Milan se encuentra ubicada en las coordenadas 40°12′12″N 93°7′26″O / 40.20333, -93.12389. Según la Oficina del Censo de los Estados Unidos, Milan tiene una superficie total de 4.62 km², de la cual 4.59 km² corresponden a tierra firme y (0.51%) 0.02 km² es agua.

## Demografía
Según el censo de 2010, había 1960 personas residiendo en Milan. La densidad de población era de 424,67 hab./km². De los 1960 habitantes, Milan estaba compuesto por el 74.74% blancos, el 0.56% eran afroamericanos, el 0.36% eran amerindios, el 0.31% eran asiáticos, el 0.36% eran isleños del Pacífico, el 22.45% eran de otras razas y el 1.22% pertenecían a dos o más razas. Del total de la población el 45.31% eran hispanos o latinos de cualquier raza.